# Херсонский государственный аграрный университет
Херсонский государственный аграрно-экономический университет (укр. Херсонський державний аграрно-економічний університет) — высшее учебное заведение IV уровня аккредитации, в котором учится свыше 3 тысяч студентов дневной, заочной и вечерней форм обучения, на 5 факультетах, по 27 специальностям, по степеням «Младший бакалавр», «Бакалавр», «Магистр», «Доктор философии», «Доктор наук». 
В университете действуют инновационные системы обучения: дуальное образование, агроинтернатура, двойные дипломы. Высшее учебное заведение является активным участником из реализации научных отечественных и международных проектов и грантов. На базе ХГАЭУ успешно функционируют инновационные образовательные проекты: Школа аграрного лидера, бизнес школа «Smart Junior», Cyber school, школа Экономики, школа кулинарного мастерства, биологическая школа, школа будущего инженера.

## История
1 сентября 1874 года было открыто Херсонское земское сельскохозяйственное училище III степени с трёхлетним, затем четырёхлетним сроком обучения (из решения губернского Земского Собрания Сессии 1872 г.). Училище было подчинено Министерству народного просвещения Российской Империи.
1883 — реорганизация училища в среднее учебное заведение II степени с шестилетним сроком обучения (согласно распоряжению российского императора Александра III и Постановления государственного совещания от 22.05.1882 г.). Училище было подведомственно Министерству государственного имущества Российской Империи (департамент земледелия и сельской промышленности).
К началу XX века при училище были созданы сад и опытное поле.
В 1918 году Херсонское земледельческое училище было преобразовано в Херсонский сельскохозяйственный институт. Институт работал несколько месяцев.
1920 — объединение Херсонского сельскохозяйственного училища с Политехническим институтом в сельскохозяйственный техникум со статусом вуза.
В 1928 году сельскохозяйственный техникум был реорганизован в Херсонский сельскохозяйственный институт им. А. Д. Цюрупы.
В ходе боевых действий Великой Отечественной войны и в период немецкой оккупации города (19 августа 1941 — 13 марта 1944) институт пострадал, но в дальнейшем был восстановлен и возобновил деятельность.
В 1956 году в составе института действовали два факультета (агрономический и зоотехнический), аспирантура и учебно-опытное хозяйство.
В марте 1995 года Верховная Рада Украины внесла институт и учебно-опытное хозяйство «Приозёрное» Херсонского СХИ в перечень объектов, которые не подлежат приватизации в связи с общегосударственным значением.
2 июня 1998 года Херсонский сельскохозяйственный институт был преобразован в Херсонский государственный аграрный университет.
Согласно распоряжению Министерства аграрной политики Украины от 28.03.2005 г. № 17 университет получил полное название — Государственное высшее учебное заведение «Херсонский государственный аграрный университет».
4 февраля 2015 года Кабинет министров Украины передал университет из сферы управления министерства аграрной политики и продовольствия Украины в ведение министерства образования и науки Украины.
В 2020 году официально переименован в Херсонский аграрно-экономический университет.

## Факультеты и структурные подразделения
- Агрономический факультет, специальность: «Агрономия», «Защита и карантин растений», «Садоводство и виноградарство».

Декан — Мрынский Иван Николаевич, кандидат сельскохозяйственных наук, доцент.
- Биолого-технологический факультет, специальности — «Технология производства и переработки продукции животноводства», «Пищевые технологии», «Ветеринарная гигиена, санитария и экспертиза».

Декан — Балабанова Ирина Александровна, кандидат сельскохозяйственных наук, доцент.
- Факультет рыбного хозяйства и природопользования, специальности: «Водные биоресурсы и аквакультура», «Экология», «Садово-парковое хозяйство», «Лесное хозяйство», «Технологии защиты окружающей среды».

Декан — Бойко Павел Михайлович, кандидат биологических наук, доцент.
- Факультет архитектуры и строительства, специальности: «Строительство и гражданская инженерия», «Геодезия и землеустройство», «Науки о Земле», «Гидротехническое строительство, водная инженерия и водные технологии», «Архитектура и градостроение», «Электроэнергетика, электротехника и электромеханика».

Декан — Бабушкина Руслана Александровна, кандидат сельскохозяйственных наук, доцент.
- Экономический факультет, специальности: «Учет и налогообложение», «Экономика», «Предпринимательство, торговля и биржевая деятельность», «Публичное управление и администрирование», «Менеджмент», «Гостинично-ресторанное дело», «Туризм», "Профессиональное образование (Экономика) ", «Право», ОП «Менеджмент IT».

Декан — Крикунова Виктория Николаевна, кандидат экономических наук, доцент.
- Центр довузовской подготовки и международного образования.
- Приемная комиссияКонтакты: 38 (0552) 41-44-30, 38 (095) 115-78-68, 38 (067) 136-55-42.
- Учебно-научный центр «Институт последипломного образования и дорадництва». Контакты: (0552) 41-44-94.
- Структурное подразделение с организацией воспитательной работы со студентами, направления: «музыкальное», «хореографическое», «вокальное», «театральное», «художественное».

## Дендропарк

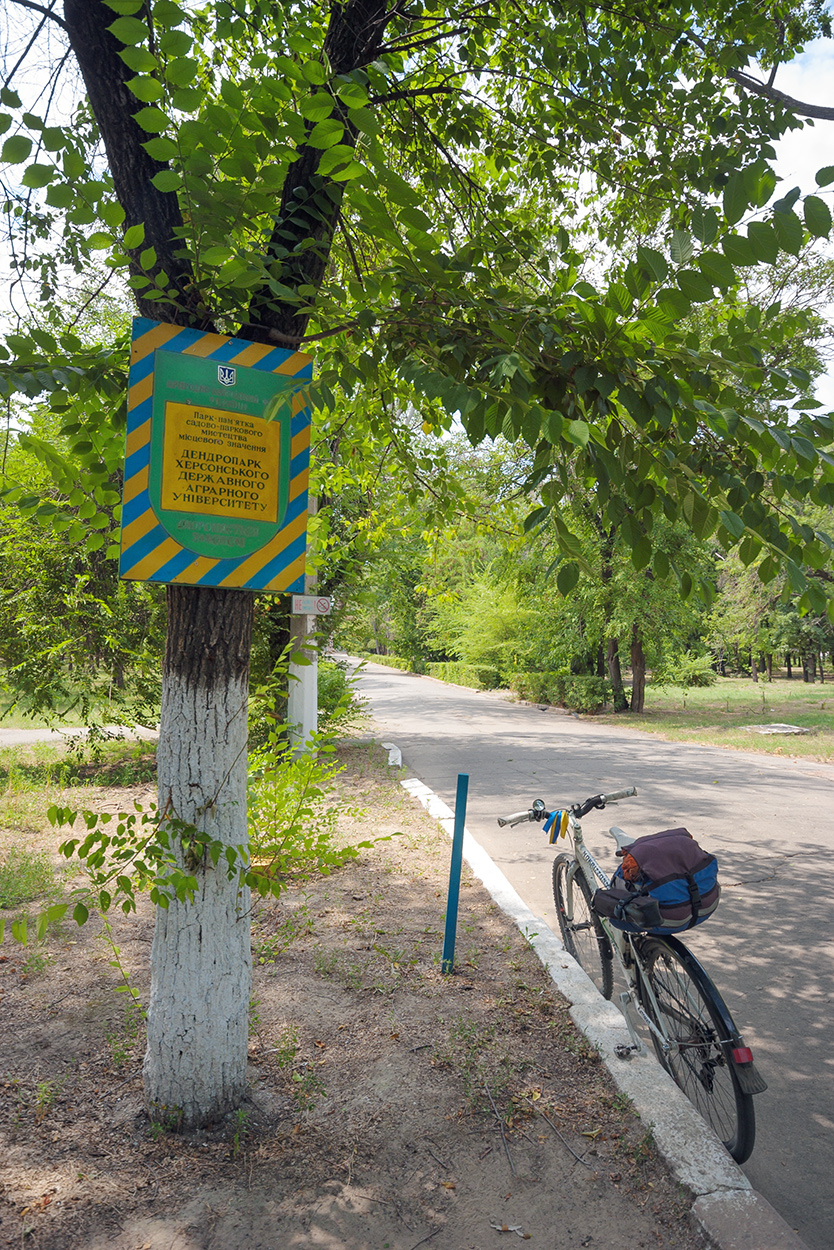
Табличка на входе в дендропарк

На территории, которую занимает ныне Аграрный университет, в XIX веке располагался сад «Отрада». Он занимал площадь около 2 гектаров. На территории сада были расположены аттракционы, летний театр, в котором выступали актёры из разных городов Украины. Отдыхали в саду состоятельные люди со всего города. Он был засажен разнообразными породами фруктовых и декоративных деревьев.
После строительства сельскохозяйственного института парковая зона вокруг него расширялась, студенты старательно ухаживали за деревьями, высаживали новые породы. Парк развивался, и в 1964 году было решено оформить его. Дендропарк городского значения был обозначен в соответствии с распоряжением облсовета от 22.04.64 № 238, переутверждены решением облисполкома от 19.08.83 № 441/16, г. Херсон, Александровская пл., 2 (землевладелец — Херсонский государственный аграрный университет).

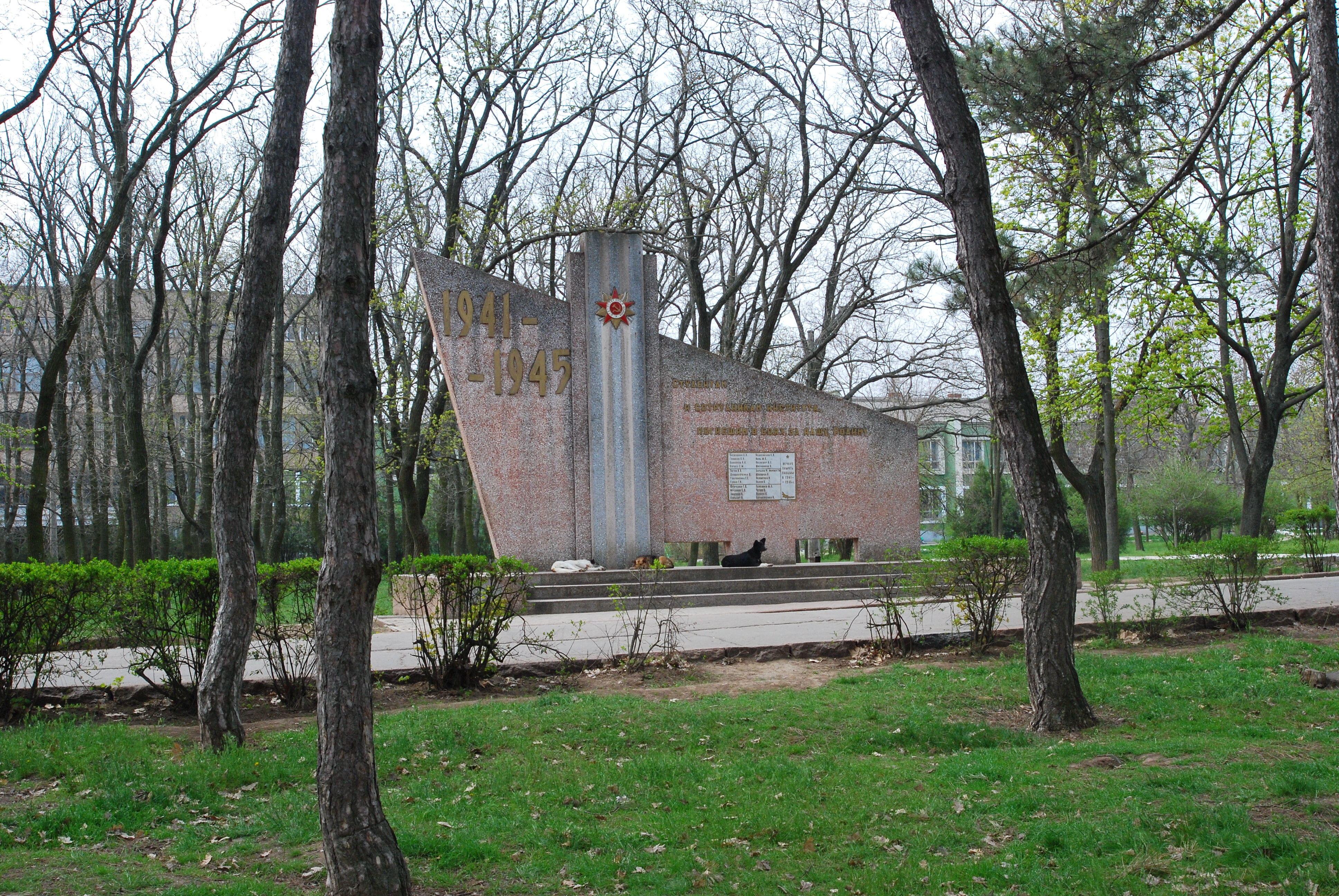
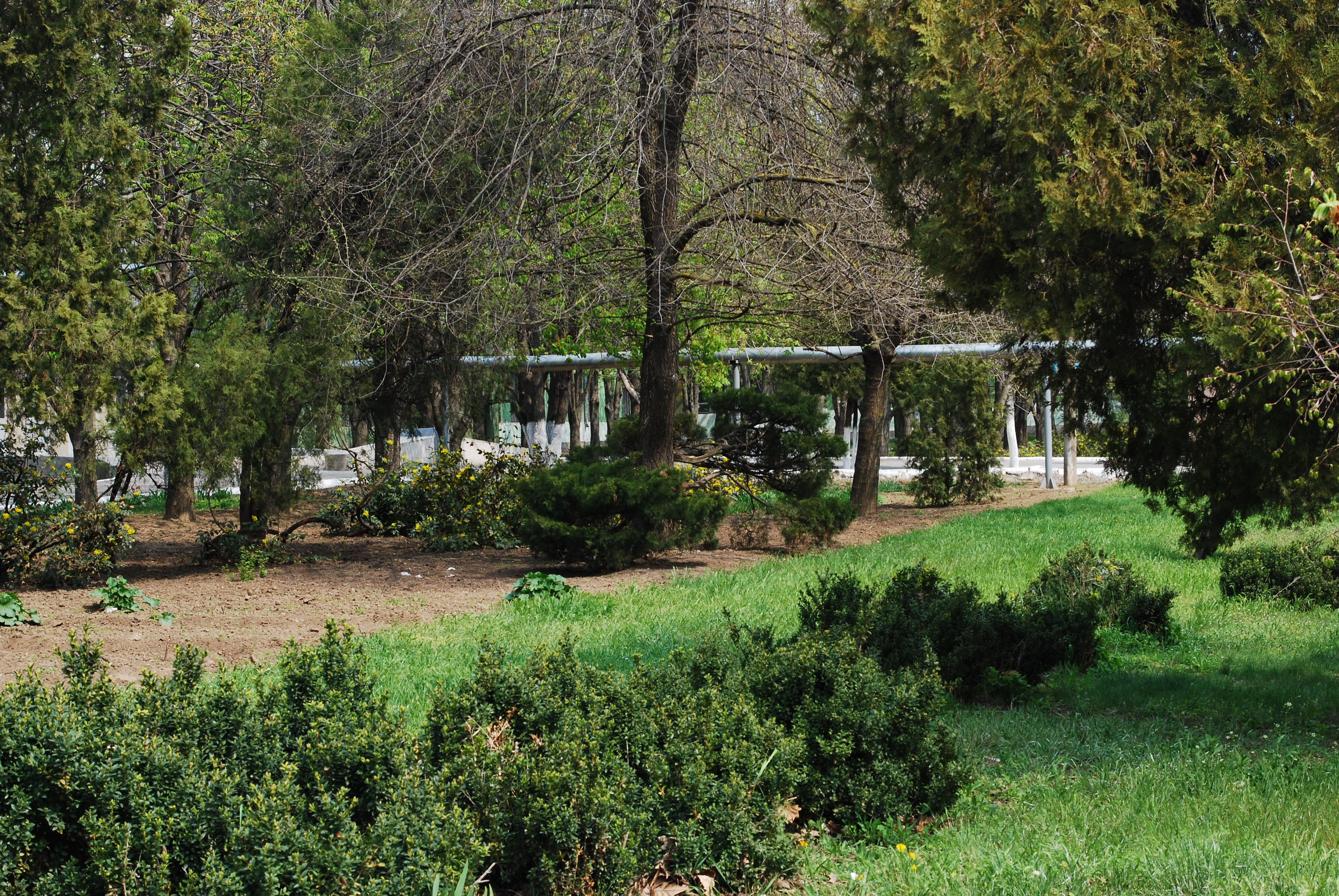
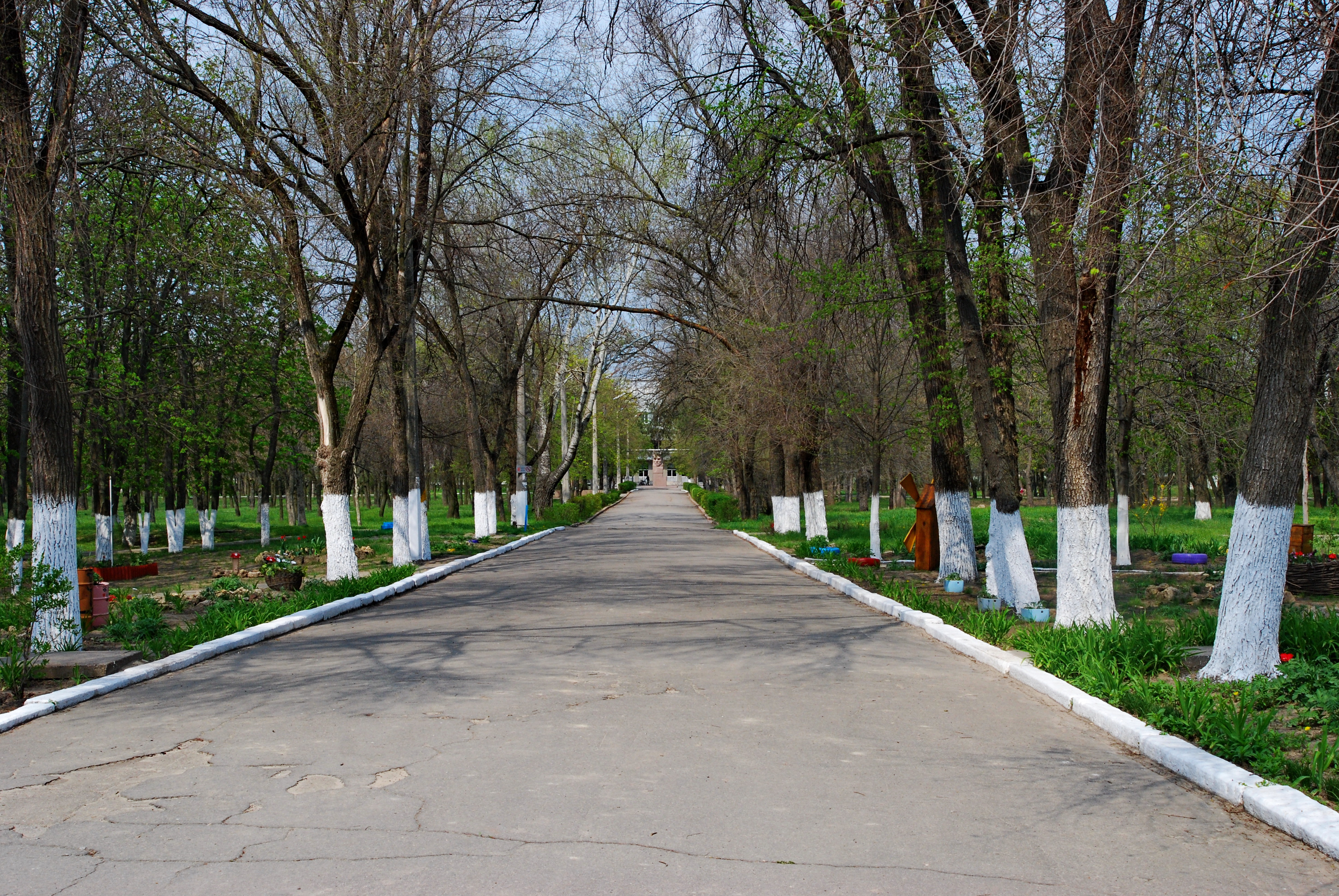
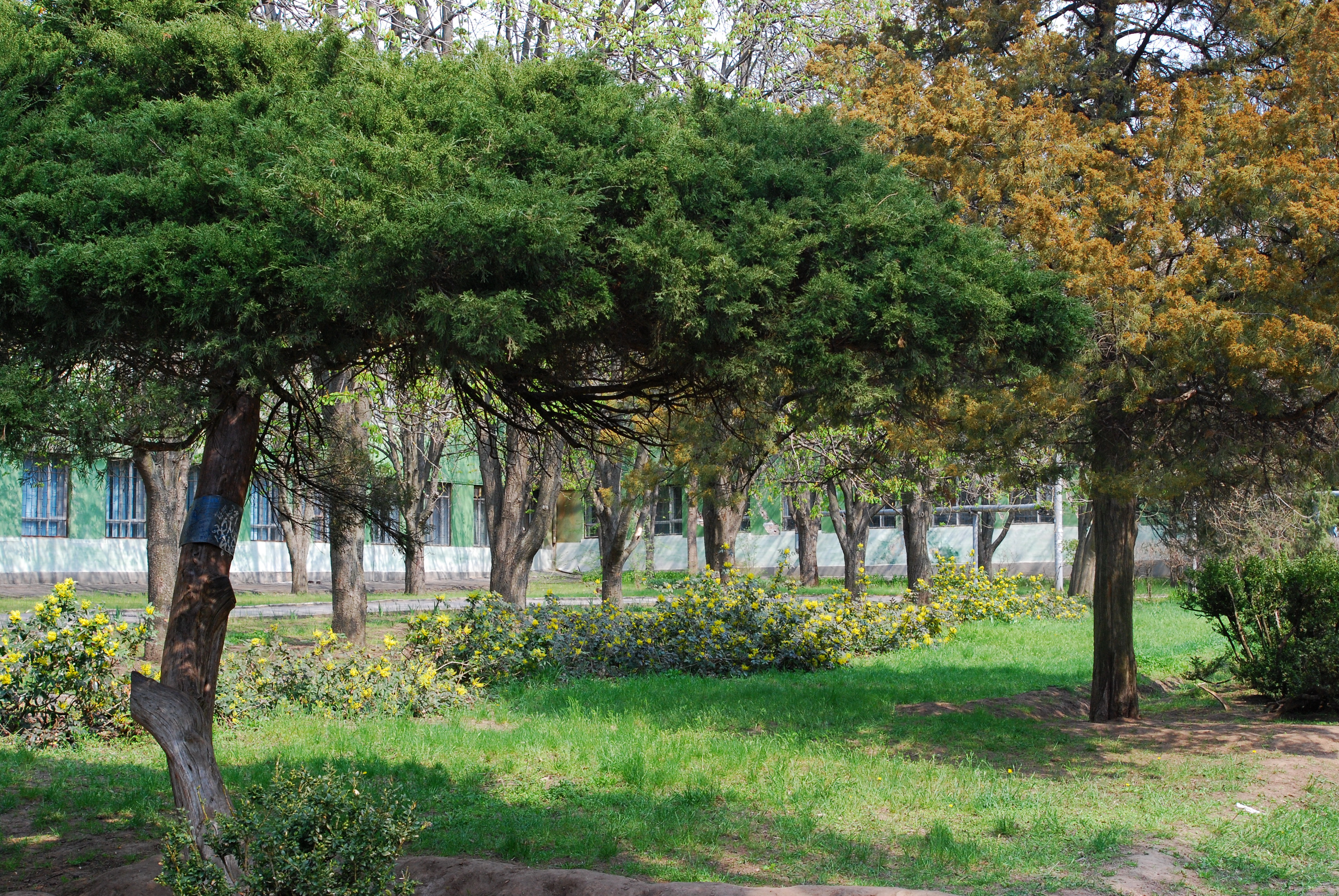